# Xer-Xah Surí
Farid-ad-Din Xer-Xah Surí (Sasaram, 1486 – Kalinjar, 22 de maig de 1545), conegut amb el nom de Xer Khan ("el rei lleó"),
va ser un poderós governant a l'Índia. Era d'origen afganès d'ètnia paixtu i religió islàmica sunnita, fill de Miyan Hasan Suri. Va conquerir el sultanat de Delhi a l'Índia i la regió de Bengala i, com a emperador, establí la dinastia Surí. Va establir moltes reformes de caràcter civil i militar, com un sistema de correus, el sistema de carreteres i l'antecedent directe de la moneda Índia, la rupia.
El seu pare havia estat un general al servei del Khan-i Azam Umar Sarwa, un dels principals nobles lodis dependents del sultanat de Delhi, i el 1496 va rebre la pargana de Shahsaram, al Jaunpur, per assegurar-se la subsistència dels seus 500 cavallers (suwars). Xer-Xah, llavors conegut com a Farid al-Din, va entrar al servei d'Ibrahim Khan Sarwani fins que aquest va morir en lluita contra el rajput Rana Sanga de Mewar (1520); llavors es va posar al servei del sultà Ibrahim Lodi de Delhi (1517-1526) fins que aquest va morir a la primera batalla de Panipat davant de Baber. Poc després rebia de Bahar Khan Nuhani, revoltat a Bihar (on havia pres el títol de Muhammad Shah Nuhani) contra els lodis, el títol de Xer Khan pel coratge que havia mostrat al combat. Muhammad Shah Nuhani va aconseguir a tota l'oposició afganesa als mogols, Però el 1527/1528 Xer-Xah es va sotmetre a Baber, sense perdre per això la confiança dels altres caps afganesos de Bihar que ara donaven suport a Mahmud Lodi, proclamat sultà al Bihar i oposat als mogols.
Quan Humayun va pujar al tron a final de desembre de 1530, Xer-Xah Suri era un cap en plena ascensió al Bihar i Índia oriental. Humayun i Xer-Xah van acordar la pau, i aquest darrer va rebre el feu de Bihar. Les lluites de l'emperadors amb els seus germans, i diverses revoltes, havien creat inestabilitat a l'imperi i les forces de Xer-Xah i altres caps feien incursions a Bengala. Quan Humayun va poder dominar la situació (1532) va mirar de solucionar el problema afganès; va atacar a les tropes de Sher Shah dirigides per Baiezit i Bibban, i les va vèncer el mes de desembre del 1532 a Damoh. Sher Shah fou assetjat a Cunar o Chunar (1532), però finalment Humayun va tornar a Agra. El 1534 les forces mongols van derrotar altre cop als afganesos.
Aprofitant la guerra entre Humayun i Bahadur Shah de Gujarat (1534-1536) Xer-Xah va anar reforçant la seva posició al Bihar cap a Bengala. El 1535 va agafar el títol de Xer-Xah i va encunyar moneda amb el seu nom en signe d'independència. Va derrotar el soldà de Bengala Mahmud Shah que va esdevenir el seu tributari. Per alguna raó Xer-Xah va tornar a atacar a Mahmud Shah el 1537 a la seva capital Gaur (Lakhnawti) i Humayun es va dirigir a la zona el juliol de 1537 i el va assetjar durant sis mesos al fort de Chunar. Xer-Xah però, es va poder escapolir i Humayun, en comptes de perseguir-lo, es va ocupar de recuperar Bengala.
Mentre Humayun era a Gaur, en la campanya de Bengala, Mirza Hindal es va dirigir a Agra amb un exèrcit (1538), va ocupar el palau reial i va emetre diversos firmans imperials com a emperador en funcions. L'emperador va abandonar Gaur i va tornar a Agra, però fou bloquejat per Xer-Xah a Chausa a la riba del Ganges. Mentre Mirza Kamran, l'altra germà, que ne teoria havia de combatre a Hindal al servei de Humayun, va marxar de Lahore cap a Agra, però es va posar d'acord amb Hindal per repartir-se l'imperi, i va ocupar el lloc d'emperador en funcions a Agra. L'emperador va provar llavors de fer la pau amb Xer-Xah, però aquest va atacar i va lliurar la batalla de Chausa el 26 de juny de 1539 on Humayun fou greument derrotat i on Mirza Hindal, que havia ofert al seu germà ajuda per cobrir la rereguarda, va abandonar a Humayun en el pitjor moment, deixant desguarnida aquesta rereguarda, el que va permetre a Xer-Xah rodejar a l'emperador. Aquest va anar llavors a Agra on va arribar amb només uns quants cavallers després d'abandonar el seu harem al vencedor; a Agra va negociar amb els seus germans durant sis mesos. Humayun va perdonar finalment a Hindal i li va concedir Kandahar, i a Kamran al que va ratificar Lahore (1539).
Durant el 1539 Sher Shah va remuntar el Ganges sense gaire oposició. El 1540 Humayun va avançar cap a Kanauj i durant un mes hi va haver xocs menors a la rodalia. Al moment de la batalla de Kannauj, Humayun fou derrotat el 17 de maig de 1740. Va fugir cap a Agra i després cap al Panjab, a Lahore, on s'estava fent un congrés de begs Txagataïdes i prínceps reials. Quan es va acostar Sher Shah, Kamran i Hindal van creuar el Ravi i van fugir cap a Kabul mentre Humayun es va dirigir al Sind. Humayun va passar per Jodhpur, via Jaisalmer i Amarkot (a Amarkot o Umarkot va néixer el 15 d'octubre de 1542 el seu fill i successor Akbar), Jun i finalment Kandahar (1543) d'on fou expulsat pel seu germà Mirza Askari i es va haver de retirar cap al Sistan, lliurant-se per ben poc de ser capturat per Xer-Xah, i acabant a la Pèrsia safàvida, on el xa Tahmasp I li va concedir asil amb honors a Herat (1544)
Durant l'absència de Humayun, Xer-Xah va governar l'imperi amb centres a Delhi i a Agra. Va eliminar diversos caps o nobles que eren o podien ser els seus rivals. El 1542 va atacar cap al sud a Malwa d'on va foragitar a Mallu Khan Kadir Shah Khalji (1535-1542) i va incorporar el territori al seu imperi concedint el govern a Shajaat Khan Suri. Tot seguit va atacar al raja de Jodhpur (1543).
Mentre Humayun buscava el suport persa i va anar a Kazwin via Mashad, Nixapur i Sabzawar. De Kazwin es va anar a trobar amb el xa al seu campament l'agost de 1544; Humayun va donar al xa el seu gran diamant i va signar uns papers assegurant que era xiïta; va restar amb el xa dos mesos i mig; finalment el xa li cedir un exèrcit de dotze mil homes per recuperar el seu tron. Va visitar Tabriz i Arbabil abans de retornar a Mashad (desembre de 1544). El març de 1545 es va presentar a Kandahar que finalment li fou entregada per Mirza Askari el setembre, però quan Humayun va marxar de la ciutat, Askari la va recuperar (octubre de 1545) amb suport dels arghuns del Sind. Mentre Humayun es va presentar a Kabul, en poder de Mirza Kamran, i la va ocupar sense lluita el novembre del 1545.

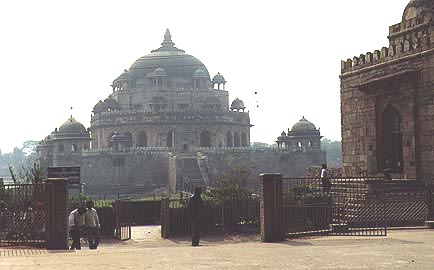
Tomba de Xer-Xah Suri a Sasaram, Bihar, Índia

En aquest temps Xer-Xah estava ocupat combatent als hindús i va morir accidentalment en el setge de Kalinjar, en esclatar un polvorí (22 de maig de 1545). El va succeir el seu fill Jalal Khan, que prengué el títol d'Islam-Xah Surí. L'imperi era segur en el seu temps, i va iniciar la política de reconciliació i cooperació amb els rajputs i l'establiment de reformes administratives (va establir els sarkars dividits en parganes) que després va continuar Akbar el Gran.